# Ouragan Danny (2003)
Pour les articles homonymes, voir Cyclone tropical Danny.
L’ouragan Danny est le cinquième système cyclonique et le deuxième ouragan de la saison 2003. C'est la 4e utilisation du nom Danny pour un cyclone tropical, après 1985, 1991 et 1997.

## Évolution météorologique
Danny s'est formé d'une onde tropicale le 16 juillet au large des Bermudes et fut nommé le 17. Les météorologistes avaient estimé qu'il ne dépasserait pas le stade de dépression tropicale mais il tourna vers le nord-est dans le flux extérieur d'un anticyclone et gagna de la vigueur. Les conditions étant anormalement favorables pour un mois de juillet dans l'Atlantique, il devint un ouragan de catégorie 1 le 19 juillet avec une pression centrale de 1000 hPa et des vents de 120 km/h. Vingt-quatre heures plus tard, il perdit de la force en atteignant des eaux plus froides et le 21 juillet, fut déclassé de son statut de cyclone tropical.

## Bilan
Aucun dommage ne lui est associé et il ne toucha aucune terre.